# Трите златни лъвчета
„Трите златни лъвчета“ е български детски телевизионен филм (приказка) от 1984 години на режисьора Павел Павлов, по сценарий на Цветан Пешев. Оператор Иван Варимезов, а художник е Евгения Раева. 

## Актьорски състав
| Роля               | Изпълнител      |
| ------------------ | --------------- |
| свещарят           | Илия Караиванов |
| царят              | Юрий Ангелов    |
| мъдрецът           | Николай Бинев   |
| ковачът            | Стоян Стоев     |
| зидарчето          | Румен Иванов    |
| старейшината       | Антон Горчев    |
| коларят            | Иван Йорданов   |
| златарят           | Петър Петров    |
| приятел на свещаря | Кирил Стаменов  |
| приятел на свещаря | Вихрен Алексиев |
| приятел на свещаря | Антон Терзиев   |
| приятел на свещаря | Николай Станчев |
| приятел на свещаря | Михаил Ганев    |